# شمشیربازی در المپیک تابستانی ۲۰۰۰ – اپه تیمی زنان
اپه تیمی زنان (انگلیسی: Fencing at the 2000 Summer Olympics – Women's team épée) یکی از ده رویداد شمشیربازی در شمشیربازی در بازی‌های المپیک تابستانی ۲۰۰۰ بود. در این رقابت‌ها که در ۱۹ سپتامبر ۲۰۰۰ برگزار شد، ۲۶ شمشیر باز از ۸ کشور به رقابت پرداختند.